# Guerau d'Ot
Guerau d'Ot (occità: Guiral Ot)  (Cambolit, 1285 - Catània, 1348) va ser un teòleg i filòsof franciscà occità.

## Vida i obra
El seu nom apareix als manuscrits medievals com a Geraldus Odonis o Gerardus Odonis. El seu nom vernacle era Guiral Ot com es veu al poema del trobador tolosà Raimon de Cornet. Però al llarg dels temps ha estat esmentat amb molt diversos noms: Gerard Odonis, Gerard Ot, Gerardo di Odo, Girald Dot, ...
És segur que va néixer a Cambolit, a la regió d'Òlt al sud de l'actual França, en una família a la qual probablement també pertanyia Bertrand de La Tour, un altre franciscà important molt vinculat a Joan XXII, qui va ser nomenat cardenal el 1320. Guerau Ot es va unir a l'orde franciscà molt jove al monestir de Fijac. Després dels seus estudis bàsics, va ser enviat a París per estudiat teologia i el 1316, ja era professor al studium de Tolosa de Llenguadoc. El 1326 va retornar a París per donar classes de teologia i de lògica i per dirigir el Studium Franciscà de la ciutat. Va obtenir el títol de magister en teologia poc abans de 1329.
El juny de 1329 va ser escollit ministre general de l'Orde Franciscà, substituint Bertrand de La Tour, qui havia exercit el càrrec provisionalment després de la deposició de Michele de Cesena el 1328. Aquest capítol general, celebrat a París, va prendre una posició, en nom de tota l'ordre, favorable al papa i va expulsar el petit grup dels partidaris de Michele de Cesena. Dos anys més tard, en el capítol general de Perpinyà (1331), Guerau Ot i catorze ministres provincials més van presentar una proposta a Joan XXII sobre la qüestió de la pobresa que el papa va rebutjar en el consistori de l'1 d'agost de 1331.
Guerau d'Ot va fer redactar nous estatuts que van ser confirmats, el 28 de novembre de 1336, pel papa Benet XII i, en conseqüència, Gerald va poder en el capítol general celebrat a Cahors, el 7 de juny de 1337, promulgar les anomenades "Constitutiones Benedictinae". No obstant això, va estar en perill de ser destituït del seu càrrec pels seus confrares que s'oposaven a la seva visió de la pobresa, essent salvat pel propi papa Benet. El capítol general d'Assís va derogar, l'1 de juny de 1343, les "Constitutiones Benedictinae" i va tornar a promulgar, amb alguns afegits, les constitucions de Narbona de 1260.
Finalment, va ser el papa recentment electe Climent VI qui el va recompensar per tots els seus serveis, nomenant-lo patriarca d'Antioquia el 1342 i bisbe de Catània, on va morir de la pesta negra el 1349, essent enterrat a la seva catedral.
A banda de les Constitutiones Benedictinae i de l'Officium de stigmatibus S. Francisci, que encara s'empren a l'orde franciscà i comunament atribuïdes a Guerau d'Ot, el més conegut dels seus escrits és el seu Commentarius (Expositio) in Aristotelis Ethicam, un comentari de l'Ètica a Nicòmac d'Aristòtil. Aquest treball li va portar l'honor de ser anomenat més tard Doctor Moralis.
Una altra obra notable va ser el Commentarius Sententiarum in quattor libros, on fa una presentació sistemàtica de totes les seves idees i en el segon llibre del qual planteja idees originals sobre el moviment dels cossos celestes, dels cossos pesants i dels projectils. Entre les seves obres exegètiques destaquen: In varios libros sanctorum bibliorum, Catecismus scolarium novellorum, i tractats sobre el Saltiri, sobra la Primera Epístola als Corintis i sobre l'Epístola als Gàlates, a més de Sermons.
En la polèmica teològica sobre la visió beatífica, va escriure un interessant Quodlibet.
També va escriure sobre lògica, metafísica i filosofia natural.